# Claudio Batista dos Santos
Claudio Batista dos Santos (sinh ngày 19 tháng 4 năm 1967) là một cầu thủ bóng đá người Brasil.

## Sự nghiệp câu lạc bộ
Claudio Batista dos Santos đã từng chơi cho Cerezo Osaka.

## Thống kê câu lạc bộ

### J.League
| Đội          | Năm       | J.League | J.League | J.League Cup | J.League Cup | Tổng cộng | Tổng cộng |
| Đội          | Năm       | Trận     | Bàn      | Trận         | Bàn          | Trận      | Bàn       |
| ------------ | --------- | -------- | -------- | ------------ | ------------ | --------- | --------- |
| Cerezo Osaka | 1997      | 16       | 8        | 0            | 0            | 16        | 8         |
| Tổng cộng    | Tổng cộng | 16       | 8        | 0            | 0            | 16        | 8         |